# Parker (film, 2013)
Pour les articles homonymes, voir Parker.
Pour plus de détails, voir Fiche technique et Distribution.
Parker est un film américain réalisé par Taylor Hackford et sorti en 2013. C'est l'adaptation du roman Flashfire de Donald E. Westlake, sous le pseudonyme de Richard Stark, publié en 2000. Jason Statham y incarne Parker, un personnage apparu dans plusieurs romans et films.
Le film reçoit des critiques mitigées à sa sortie et ne rencontre pas de succès commercial.

## Synopsis
Parker (Jason Statham) est un voleur professionnel. Son mentor Hurley (Nick Nolte) lui demande de prendre en charge un travail avec un équipage qu'il ne connaît pas, composé de Melander (Michael Chiklis), Carlson (Wendell Pierce), Ross (Clifton Collins Jr.) et Hardwicke (Kirk Baltz). Ils réussissent à voler l'Ohio State Fair, mais Hardwicke modifie une partie du plan de Parker, entraînant une mort inutile.
Parker, en colère à cause de ce meurtre, refuse de participer au vol de bijoux qu'ils proposent. Ayant besoin de sa part du butin de l'Ohio pour financer le plus gros travail de toute façon, Melander dit à Hardwicke de tuer Parker et ils le laissent dans une rivière sur le bord de la route. Il survit et est récupéré par des agriculteurs. Après s'être échappé de l'hôpital, il est dirigé par Hurley vers la Nouvelle-Orléans, où le frère de Hardwicke lui dit que l'équipage est à Palm Beach, en Floride. Hurley essaie de convaincre Parker de prendre son propre argent et de laisser le problème tranquille pour le protéger, lui et sa fille Claire (également la petite amie de Parker) des représailles provoquées par l'oncle de Hardwicke, Danzinger, un chef de la mafia à Chicago. Parker refuse.
Le tueur à gages de Danzinger tente de capturer Claire, mais elle s'échappe. Parker se rend à Palm Beach et se fait passer pour un riche baron du pétrole du Texas nommé Parmitt à la recherche d'une maison chère. L'agent immobilier Leslie Rodgers (Jennifer Lopez) lui montre une maison prétendument vacante récemment achetée par un nommé Rodrigo, ce qui pique son intérêt. Leslie, une divorcée en difficulté, demande à Parker (Parmitt) un rendez-vous, mais il refuse. Lorsqu'elle vérifie son crédit, elle découvre que son identité (obtenue auprès de l'une des relations de Hurley) est fausse. Désespérée d'argent et d'un moyen de sortir de l'appartement de sa mère, elle propose son aide. Lorsque Parker lui dit que le prochain travail est un braquage de bijoux, Leslie dit qu'il y a une vente aux enchères de bijoux à proximité.
Le tueur à gages trouve Parker et l'attaque dans son hôtel, mais Parker le jette du balcon et s'échappe. Un policier vient au condo de Leslie pour poser des questions sur Parmitt et l'altercation (puisqu'elle lui a montré des maisons), et pendant la conversation, elle trouve un Parker saignant sur son porche. Elle convainc le flic de partir et se met au travail. elle est dévastée lorsqu'elle revient pour voir Claire soigner les blessures de Parker. Malgré ses blessures, il insiste pour mener à bien sa vengeance contre l'équipage de Melander cette nuit-là.
Melander et son équipe entrent dans la vente aux enchères pour installer des haut-parleurs truqués dans le but de les faire exploser. Plus tard, ils entrent en équipe de pompiers et volent les bijoux, s'échappant dans l'eau. Parker les attend chez eux ; plus tôt, il était entré par effraction et a planqué des fusils et endommagé les percuteurs de leurs armes. À leur retour, il se prépare à attaquer, mais Leslie arrive également et est capturée par Melander. Avec l'aide de l'un de ses pistolets planqués et des percuteurs tordus, Leslie et Parker parviennent à tuer tout l'équipage.
Parker donne à Leslie les bijoux, lui demande de les mettre en lieu sûr et lui dit qu'il trouvera un moyen d’en obtenir la contre-valeur. Il tue ensuite Danzinger à Chicago, envoie à Leslie sa part un an et demi plus tard et envoie de l'argent aux fermiers qui l'ont sauvé.

## Fiche technique
- Titre original et français : Parker
- Réalisation : Taylor Hackford
- Scénario : John J. McLaughlin, d'après Flashfire de Donald E. Westlake, sous le pseudonyme de Richard Stark
- Musique : David Buckley
- Direction artistique : Missy Stewart
- Décors : Mara LePere-Schloop
- Costumes : Melissa Bruning
- Photographie : J. Michael Muro
- Son : Myron Nettinga
- Montage : Mark Warner
- Production : Les Alexander, Steve Chasman, Taylor Hackford, Sidney Kimmel et Jonathan Mitchell
- Société(s) de production : Alexander/ Mitchell Productions, Current Entertainment, Incentive Filmed Entertainment, Sidney Kimmel Entertainment et Sierra / Affinity
- Société(s) de distribution :  FilmDistrict /  SND
- Budget : 35 000 000 $[1]
- Pays de production :  États-Unis
- Langue originale : anglais
- Format : Couleurs - 35 mm - 2.35:1 - Son Dolby numérique
- Genre : thriller et action
- Durée : 118 minutes
- Dates de sortie :
  - États-Unis : 25 janvier 2013
  - France : 17 avril 2013
- Classification :
  - France : tous publics avec avertissement[2] / "Déconseillé aux moins de 12 ans" à la télévision.

## Distribution
- Jason Statham (V. F. : Boris Rehlinger ; V. Q. : Sylvain Hétu) : Parker
- Jennifer Lopez (V. F. : Ethel Houbiers ; V. Q. : Hélène Mondoux) : Leslie Rodgers
- Nick Nolte (V. F. : Jacques Frantz ; V. Q. : Hubert Gagnon) : Bob Hurley
- Michael Chiklis (V. F. : Patrick Floersheim ; V. Q. : Denis Roy) : Melander
- Clifton Collins Jr. (V. F. : Jérôme Pauwels ; V. Q. : Alexandre Fortin) : Ross
- Bobby Cannavale (V. F. : Lionel Tua ; V. Q. : Gilbert Lachance) : l'officier de police Jake Fernandez
- Emma Booth (V. F. : Stéphanie Lafforgue) : Claire
- Patti LuPone (V. F. : Denise Metmer ; V. Q. : Anne Caron) : Ascension
- Carlos Carrasco (V. F. : Michel Mella ; V. Q. : Manuel Tadros) : Norte
- Daniel Bernhardt (V. F. : Lionel Henry) : Kroll
- Kirk Baltz (V. F. : Laurent Maurel) : Bobby Hardwicke
- Sala Baker : Ernesto
- Kenneth Brown Jr. (V. F. : Jean-Luc Atlan) : le prêtre de l'hôpital
- Mark Drath (V. F. : Laurent Maurel) : Carny
- Billy Slaughter (en) (V. F. : Sam Salhi) : Ben
- Wendell Pierce (V. F. : Frantz Confiac) : Carlson
- Micah A. Hauptman (V. F. : Jean-François Vlérick ; V. Q. : Hugolin Chevrette-Landesque) : August Hardwicke

Sources et légendes : Version française (V. F.) sur RS Doublage, AlloDoublage et crédits DVD ; Version québécoise (V. Q.) sur doublage.qc.ca 

## Accueil

### Critiques
Dans les pays anglophones, Parker a rencontré un accueil critique mitigé à négatif, recueillant 40 % d'avis favorables sur le site Rotten Tomatoes, basé sur 100 commentaires collectés et une note moyenne de 4,8⁄10 et un score de 43⁄100 sur le site Metacritic, basé sur 28 commentaires collectés. En France, l'accueil est également varié, puisqu'il obtient, sur le site Allociné, une note moyenne de 2.4⁄5, basé sur 11 commentaires collectés.

### Box-office
Parker n'a pas rencontré le succès commercial escompté au box-office, totalisant 46 346 651 $ de recettes mondiales , dont 17 616 641 $ de recettes sur le territoire américain. Tourné avec un budget de 35 millions , le film est considéré comme un échec commercial aux États-Unis, vu qu'il n'a pas été rentable en salles. En France, le long-métrage ne totalisera que 252 730 entrées.
En novembre 2013, le magazine américain Forbes établit le Top 10 des plus gros flops cinématographiques de 2013. Parker est classé 4e, avec 17 616 641 dollars de recettes pour un budget de 35 millions de dollars, soit une rentabilité de seulement 49 %.
| Pays ou région    | Box-office      | Date d'arrêt du box-office | Nombre de semaines |
| ----------------- | --------------- | -------------------------- | ------------------ |
| États-Unis Canada | 17 616 641 $    | -                          | -                  |
| France            | 252 730 entrées | -                          | -                  |
| Total mondial     | 46 346 651 $    | -                          | -                  |